# Nilobezzia robusta
Nilobezzia robusta är en tvåvingeart som först beskrevs av Meillon 1937.  Nilobezzia robusta ingår i släktet Nilobezzia och familjen svidknott. Inga underarter finns listade i Catalogue of Life.